# پارک ملی بدلندز
پارک ملی بدلندز (به انگلیسی: Badlands National Park) پارکی طبیعی در ایالت داکوتای جنوبی در ایالات متحده آمریکا است.
این پارک ۹۸۲ کیلومتر مربع وسعت دارد.

## وبگاه‌های مربوطه
- وبگاه رسمی